# Michael McGrath (politico)
Michael McGrath (Cork, 26 agosto 1976) è un politico irlandese, Commissario europeo per la democrazia, la giustizia, lo stato di diritto e la tutela dei consumatori nella Commissione von der Leyen II dal 1º dicembre 2024. Più volte ministro, l’ultima volta come Ministro delle finanze dell'Irlanda dal 2022 al 2024, e Teachta Dála, è membro del Fianna Fáil.

## Biografia
Michael McGrath è nato a Cork nel 1976. I suoi genitori sono descritti come apolitici. Ha studiato commercio all'University College Cork e in seguito si è qualificato come dottore commercialista presso KPMG e ha lavorato successivamente come Financial Controller di RedFM e Head of Management Information and Systems, University College Cork.

## Carriera politica
McGrath è stato membro del consiglio comunale di Passage West dal [1999 al 2007 e membro del consiglio della contea di Cork per l'area elettorale locale di Carrigaline dal 2004 al 2007. McGrath è stato eletto per la prima volta al Dáil Éireann nel 2007, e successivamente, suo fratello Séamus lo ha sostituito nel suo seggio nel consiglio della contea. Séamus sarebbe, secondo quanto riferito, diventato il più stretto confidente politico di McGrath e si sarebbe assicurato il maggior numero di voti alle elezioni amministrative irlandesi del 2024.
McGrath è stato uno dei pochi deputati del Fianna Fáil a sopravvivere alla disastrosa performance alle elezioni generali del 2011. In seguito, McGrath è diventato portavoce dell'opposizione per la spesa pubblica e la riforma, ma ha anche ricoperto il ruolo di portavoce per le finanze dopo la morte di Brian Lenihan nel giugno 2011.

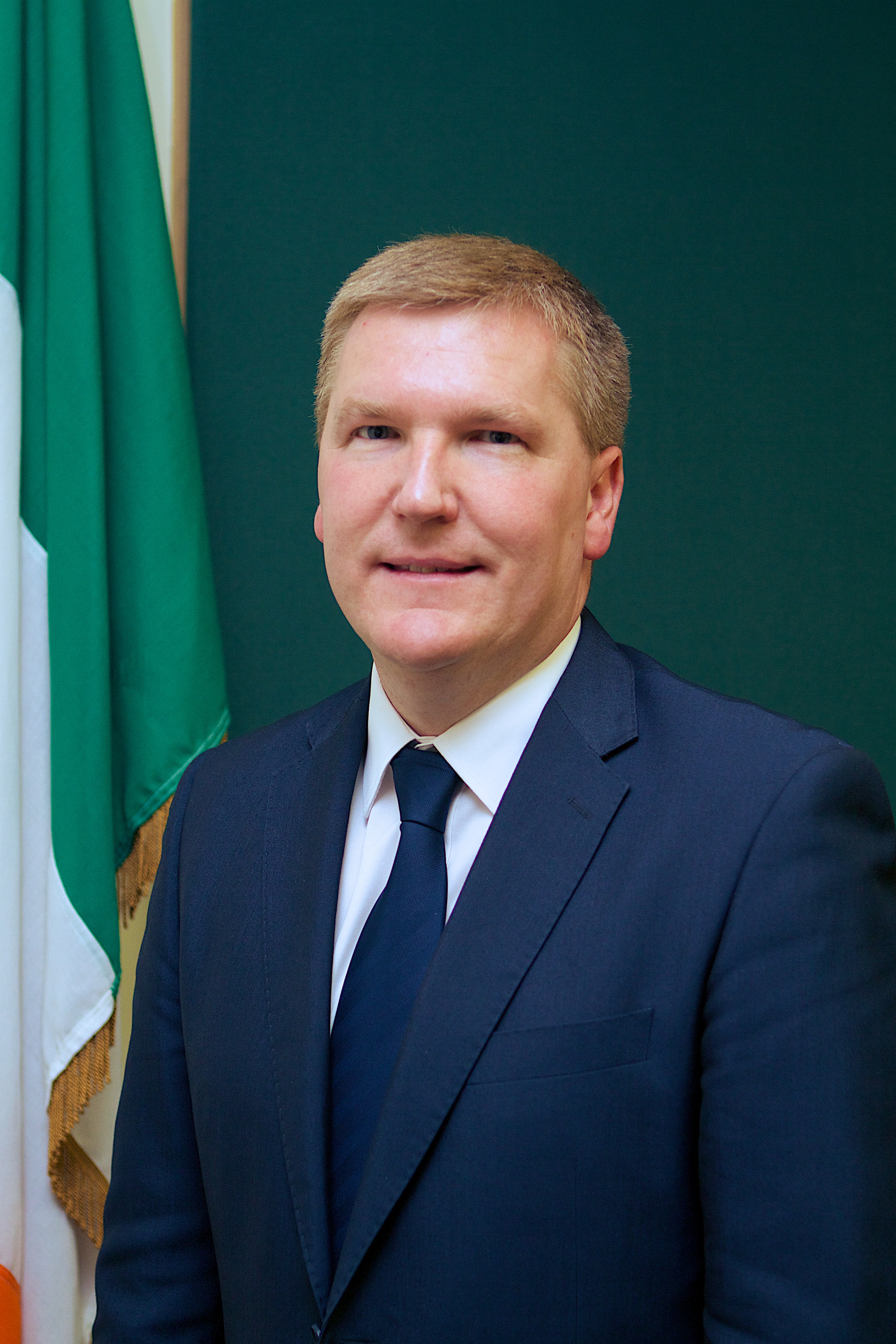
Ritratto ufficiale del Teachta Dála Michael McGrath, 2014

McGrath ha rappresentato il Fianna Fáil nella delegazione dell'Oireachtas che ha incontrato le commissioni per il bilancio e gli affari europei del Bundestag, a Berlino alla fine di gennaio 2012.
Alle elezioni generali del 2016, McGrath ha superato il leader del suo partito Micheál Martin, con il quale condivide un collegio elettorale.
Ha rappresentato il Fianna Fáil nei colloqui sulla formazione del governo nel 2016 e nel 2020. 
Nel giugno 2020, a seguito della formazione di un governo di coalizione tra Fianna Fáil, Fine Gael e il Partito Verde, McGrath è stato nominato Ministro per la Spesa Pubblica e le Riforme. McGrath è diventato Ministro delle Finanze il 17 dicembre 2022 come parte di un rimpasto di governo quando Leo Varadkar è succeduto a Micheál Martin come Taoiseach come concordato nell'accordo di coalizione.
Il 25 giugno 2024, McGrath è stato proposto dal Governo della Repubblica d'Irlanda come candidato per il ruolo di Commissario europeo nella Commissione von der Leyen II. Il 17 settembre 2024, Ursula von der Leyen, nell'ambito della presentazione dei portafogli e dei Commissari Europei, ha affidato a McGrath il ruolo di Commissario europeo per la giustizia, la democrazia e i diritti fondamentali.
Gli è succeduto Jack Chambers come ministro delle finanze.